# Wilhelm Schwecke
Wilhelm Schwecke (* 16. Juli 1855 in Alse; † 26. Januar 1949 in Oldenburg) war ein einflussreicher deutscher und oldenburgischer politisch aktiver Rektor.

## Leben
Schweckes Vater, Gerhard Schwecke, stammte aus der Nähe von Rodenkirchen, er war an geistigen und politischen Themen interessiert. Sein Sohn Wilhelm Schwecke absolvierte am evangelischen Lehrerseminar in Oldenburg von 1870 bis 1875 eine Ausbildung, die er mit „sehr gut“ bestand. Im Anschluss war er für ein Jahr in Varel als Nebenlehrer tätig. Danach wurde er nach Oldenburg versetzt, wo er von 1882 an an der Volks- bzw. Stadtmädchenschule arbeitete, dem Vorgänger der Wallschule. Im Jahr 1908 wurde er Schulvorsteher. Schwecke turnte in seiner Freizeit. Im späteren Verlauf seines Lebens schrieb er für den Oldenburger Turnerbund Gelegenheitsdichtungen. Schwecke war während der Revolution von 1918/19 Teil der „Extrarevolution“ der Lehrer. Im Jahr 1920 wurde Schwecke zum Rektor ernannt. Das Evangelische Oberschulkollegium bemerkte in der Begründung der Beförderung kritisch an, Schwecke sei:

„als ehemaliger Vorsitzender des Oldenburger Landeslehrervereins die bekannteste Persönlichkeit unter den Lehrern unseres Landes und ha(be) durch Wort und Schrift auf die Lehrerschaft und die Arbeit und Methode der Volksschule einen im großen und ganzen fördernden Einfluß ausgeübt, wenn er auch zeitweilig bei der Geltendmachung seiner Ansichten und der vermeintlichen Interessen der Schule und der Lehrerschaft in der Bekämpfung der Regierung und ihrer Maßnahmen entschieden zu weit gegangen.“

Schwecke war Herausgeber der „Heimatkunde des Herzogtums Oldenburg“, das für die Regionalforschung eine wichtige Position einnahm. Ab 1922 war er pensioniert. Im Ruhestand war er als Publizist und Redner aktiv, es kam zu Auseinandersetzungen mit der nationalsozialistischen Regierung von 1932 bis 1933. Er hielt während der NS-Zeit immer Kontakt zu entlassenen, gemaßregelten oder missliebigen Lehrern. Nach dem Ende des Zweiten Weltkriegs setzte er sich für die Wiedergründung des Lehrervereins ein.

### Einsatz gegen die kirchliche Schulaufsicht
Schwecke war von 1906 bis 1919 Vorsitzender des Oldenburgischen Landeslehrerverins (OLLV). Während seiner Amtszeit gab es schwere Auseinandersetzungen zwischen dem Staatsministerium und dem Evangelischen Oberschulkollegium einerseits und der oldenburgischen Lehrerschaft auf der anderen Seite. Die Lehrerschaft fand Unterstützung durch liberale Kulturpolitiker. Hauptstreitpunkt war die Frage nach der Abschaffung der kirchlichen Schulaufsicht, was durch die neue Schulgesetzgebung von 1908 bis 1910 relevant wurde. Schwecke plädierte in Zeitungsartikeln und bei Auftritten auf Protestversammlungen mit großem Engagement dafür. Aus diesem Grund wurde 1910 vom Ministerium der Kirchen und Schulen ein Disziplinarverfahren gegen ihn eingeleitet. Dieses wurde jedoch eingestellt, weil sich die Lehrer mit dem Erlass vom 17. Mai 1911 durchsetzten. Die kirchliche Schulaufsicht auf den Religionsunterricht wurde eingeschränkt. Noch 1946 im Alter von 90 setzte er sich gegen Gegner des „jetzigen Kirchenregiments“ ein und plädierte gegen einen Religionsunterricht unter kirchlichem Einfluss.

### Erfolge als Vorsitzender des Landeslehrervereins
Seit dem Jahr 1916 war Schwecke Mitglied des Schulvorstandes in der Stadt Oldenburg. Als Vorsitzender des OLLV setzte er sich mit großer Mühe für die schul- und standespolitischen Interessen der Volksschullehrer und für die Schulreform ein. Er kämpfte für die Einführung des Gesamtunterrichts. Auch die Berücksichtigung kindlicher Lebens- und Lernformen bei den Schulanfängern war ihm ein Anliegen, wobei er sich an sächsischen Versuchsklassen orientierte. Die Bestrebungen des OLLV brachten die von Schwecke verfasste Denkschrift „Die Einheitsschule:Vorschläge für die Neugestaltung des Oldenburgischen Schulwesens“ hervor. Sie ging kurz vor Ende des Ersten Weltkrieges an den Landtag. Im Sinne der Reformpädagogik verfasste er das Schulbuch „Kleines Lesebuch zur Heimatkunde“ und eine Lese- und Schreibfibel.

## Familie
Schwecke heiratete 1885 Sophie Wilhelmine (geb. Cornelius) (16. März 1866 bis 21. Februar 1900). Sie war Tochter des Hausmanns Hajo Cornelius und dessen zweiter Frau Sophia Magdalene.

## Werke
- Oldenburger Turnerbund. De ole und de neee Turnhair (Vortrag), Oldenburg 1891.
- Mit Georg Ruseler und J. Bruns (Hrsg.:) Kleines Lesebuch für Heimatskunde, Oldenburg 1997.
- (Wilhelm Schwecke, Hg.), Jahresbericht des Oldenburgischen Landeslehrervereins, Oldenburg 1906–1914.
- Festschrift zum 50 jährigen Bestehen des Oldenburgischen Landeslehrervereins, Oldenburg 1909.
- Die Ausführungsbestimmungen zum Schulgesetz für das Herzogtum Oldenburg, Oldenburg 1910.
- Lese- und Schreibfibel nach der synthetischen Methode, zusammengestellt für Schule und Haus, Oldenburg 1911 2/33.
- (Wilhelm Schwecke mit W. von Busch und H. Schütte, Hg.), Heimatkunde des Herzogtums Oldenburg, 2 Bde., Bremen 1913.
- (Wilhelm Schwecke, Hg.) Kleines Lesebuch zur Heimatkunde von Oldenburg, Oldenburg 1918 3.